# Erdmännkes Kuhle
Die Erdmännkes Kuhle (auch in der Schreibweise Erdmännkeskuhle) ist eine 60 m lange Höhle im Wuppertaler Stadtgebiet.

## Lage und Beschreibung
Die gesamte Ganglänge (GGL) der Höhle beträgt 60 m. Sie liegt im Osten von Wuppertal in der Linderhauser Senke nahe der Stadtgrenze zu Schwelm. Sie gehört zum Höhlengebiet Möddinghofe, östlich des Bachs Meine. In dem Durchbruchstal des Karstgewässers – die Meine – das zeitweilig trockenfällt, befinden sich einige Bachschnellen und Felsaufschlüsse sowie Bachschwinden. Weitere Höhleneingänge in der Nähe sind als die Himmelfahrt-Ponorhöhle und die Meinebach-Ponorhöhle benannt.

## Geschichte
Der Name Erdmännkes geht auf Zwerge zurück.
Die Erdmännkes Kuhle wurde 1999 entdeckt. Der Arbeitskreises Kluterthöhle e. V. (AKKH) erkundete 2000 die Höhle genauer, legte den Eingang frei und drang in die Höhle ein und erfasste dessen Größe. Dabei wurde einige Funde gemacht, darunter Scherben aus dem 18. Jahrhundert – die Nächstebrecker Vorfahren nutzen die Höhle als eine Art Müllkippe. Weiter wurde Knochen von einem Menschen und einem Wolf gefunden, die Knochen wurden auf ein Alter von 800 Jahre geschätzt. Auch Tropfsteine wurden beobachtet.
Nach Freilegungsarbeiten des AKKH stiegen vier „Höhlenräuber“ aus Wuppertal, Ennepetal und Schwelm eigenmächtig und sehr unvorsichtig in die Kuhle ein. Beschädigte Tropfsteine nahmen sie mit heraus und schlugen weitere ab. Sie flogen auf und mussten sich vor dem Wuppertaler Amtsgericht wegen Diebstahls verantworten. Die Angeklagten waren geständig. Das Gericht verurteilte das zum Teil vorbestrafte Quartett zu Bewährungsstrafen zwischen zehn und 21 Monaten.

## Schutzstatus
Das Höhlengebiet Möddinghofe ist im Landschaftsplan Wuppertal-Nord unter 2.6.17 als Naturdenkmal ausgewiesen.